# Georg Stumme
Georg Stumme, född 29 juli 1886 i Halberstadt, död 24 oktober 1942, var en tysk general under andra världskriget. Stumme befordrades till generalmajor 1 augusti 1936 och till general i kavalleriet 1 juni 1940 (ändrat till pansartrupperna juni 1941). Han erhöll Riddarkorset av järnkorset 19 juli 1940.

## Befäl
- 7. Panzer-Division 1 oktober 1938 - 15 februari 1940
- XXXX. Panzerkorps 15 februari 1940 - 20 juli 1942
- Panzerarmee Afrika 20 september - 1 oktober 1942
- Deutsch-Italienische Panzerarmee 1 oktober 1942 - 24 oktober 1942

Stumme omkom i sin stabsbil sannolikt av hjärtinfarkt i samband med brittisk artilleribeskjutning vid el Alamein.